# 仙川環
仙川 環（せんかわ たまき、女性、1968年12月25日 -）は、日本の小説家。東京都出身。

## 人物・来歴
早稲田大学教育学部理学科生物学専修卒業後、大阪大学大学院医学系研究科修士課程修了。生命の仕組みがどのようになっているのかについて興味を持ったことから、細胞やタンパク質など、バイオテクノロジーの研究をしていた。1993年、日本経済新聞社に入社し、記者として医療技術・介護・科学技術分野の取材を担当。2002年、同社在籍中に執筆した『感染』で第1回小学館文庫小説賞を受賞し、小説家デビュー。2006年に退社し、以降は執筆業に専念している。医療や科学技術を題材としたミステリ・サスペンスを主に手がけている。2015年、『流転の細胞』が第4回日本医療小説大賞の候補作に選ばれる。

## 著作リスト
- 『感染』（2002年8月 小学館 / 2005年9月 小学館文庫）
- 『転生』（2006年10月 小学館文庫）
- 『終の棲家』（2007年5月 ハルキ文庫）
- 『ししゃも』（2007年7月 祥伝社 / 2010年9月 祥伝社文庫）
- 『繁殖』（2007年12月 小学館文庫）
- 『無言の旅人』（2008年1月 幻冬舎 / 2010年10月 幻冬舎文庫）
- 『治験』（2008年7月 双葉社 / 2012年3月 双葉文庫）
- 『聖母』（2008年8月 徳間書店 / 2010年12月 徳間文庫）
- 『逆転ペスカトーレ』（2008年12月 祥伝社 / 2012年4月 祥伝社文庫）
- 『再発』（2009年2月 小学館文庫）
- 『潜伏』（2010年6月 小学館文庫）
- 『人体工場』（2010年11月 PHP文芸文庫）
- 『錯覚』（2011年5月 朝日文庫）
- 『逃亡医』（2011年8月 祥伝社 / 2014年8月 祥伝社文庫）
- 『誤飲』（2012年1月 小学館文庫） - 連作短編集
- 『人工疾患』（2012年9月 朝日文庫）
- 『封鎖』（2012年10月 徳間書店 / 2013年7月 徳間文庫）
- 『感染源』（2013年11月 PHP文芸文庫）
- 『吠えろ!坂巻記者』（2014年5月 ハルキ文庫）
- 『流転の細胞』（2014年6月 新潮社）改題:『細胞異植』(2017年5月 新潮文庫)
- 『極卵』（2014年8月 小学館）のち文庫
- 『侵入 検疫官西條亜矢の事件簿』（2014年11月 PHP文芸文庫）
- 『スクープを狙え!中央新聞坂巻班』（2015年1月 ハルキ文庫）
- 『隔離島 フェーズ0』（2015年3月 新潮文庫）
- 『時限発症 検疫官西條亜矢の事件簿』（2015年5月 PHP文芸文庫）
- 『記者はつらいよ―中央新聞坂巻班』(2015年12月 ハルキ文庫)
- 『疑医』小学館文庫 2016
- 『鬼嵐』(2018年9月 小学館 / 2021年12月 小学館文庫)
- 『幸福の劇薬 医者探偵・宇賀神晃』講談社文庫 2019
- 『偽装診療 医者探偵・宇賀神晃』講談社文庫 2020.3
- 『処方箋のないクリニック』(2020年12月 小学館)

## 映像化作品
テレビドラマ
- 終の棲家（2014年7月20日・27日、全2話、NHK BSプレミアム、主演：桐谷美玲）